# Plica vescico-uterina

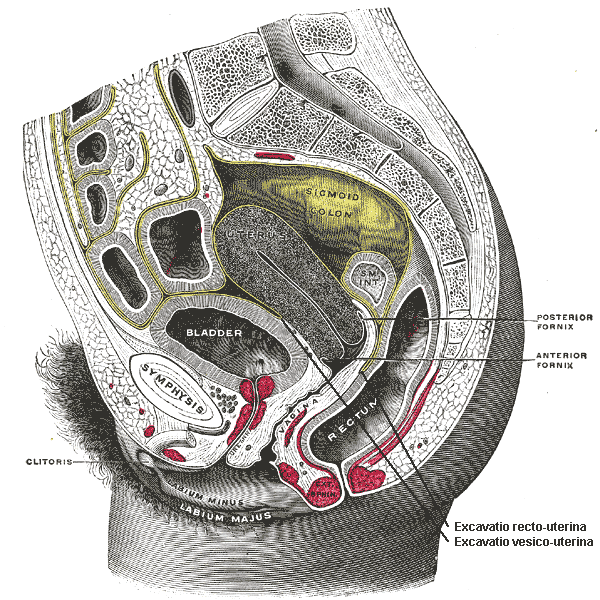
Sezione Sagittale della parte inferiore di un tronco femminile; notare l'excavatio vesicouterina (plica vescico-uterina)

La plica vescico-uterina, nell'anatomia femminile umana nota anche con vari altri nomi, è una seconda ma meno profonda cavità (rispetto al cavo del Douglas) formata dal peritoneo sull'utero e sulla vescica che continua sulla superficie intestinale, sprofonda tra l'utero e la superficie esterna della vescica e arriva fino alla cervice uterina. Questa cavità è un importante punto di riferimento anatomico per l'endometriosi cronica ed è anche un fattore importante in un utero retroflesso che spesso può complicare le gravidanze.
La plica vesico-uterina è vicina al fornice anteriore della vagina.